# Ženskij basketbol'nyj klub Central'nyj Sportivnyj Klub Armii Moskva
Lo Ženskij basketbol'nyj klub Central'nyj Sportivnyj Klub Armii Moskva (in cirillico: Женский баскетбольный клуб Центральный Спортивный Клуб Армии Москва), conosciuto come CSKA Mosca, è stato una società di pallacanestro femminile di Mosca, capitale della Russia.
Ha vinto tre Coppe Ronchetti (1984-1985, 1988-1989, 1996-1997). Dal 2002 al 2006 la società si è trasferita a Samara, creando la CSKA Samara, poi nel 2008 è iniziato un periodo di difficoltà economiche. Nel 2009 si è ritirata definitivamente.

## Palmarès
- FIBA Women's World League: 4

2003, 2004, 2005, 2006-2007
- EuroLeague Women: 1

2004-2005
- Coppa Ronchetti: 3

1984-1985; 1988-1989, 1996-1997
- Campionato sovietico di pallacanestro femminile: 3

1983, 1985, 1989
- Campionato russo di pallacanestro femminile: 9

1992, 1993, 1994, 1995, 1996, 1997, 2004, 2005, 2006
- Coppa dell'URSS di pallacanestro femminile: 1

1978
- Coppa di Russia di pallacanestro femminile: 4

2004, 2006, 2007, 2008